# Karel Kudrna
Karel Kudrna (25. ledna 1905 Čelín – 23. června 1953) byl český meziválečný fotbalista, obránce. Zahynul při automobilové nehodě na Slovensku 23. 6. 1953.

## Fotbalová kariéra
S fotbalem začínal v SK Praha VII., v mládežnickém věku přestoupil do AC Sparta. V roce 1925 nastoupil vojenskou službu u 8. jezdeckého pluku v Pardubicích a začal hrát za tamní tým SK Pardubice. Zkraje roku 1930 přestoupil do ligového SK Náchod. Ve Francii hrál za Montpellier HSC a OGC Nice, kde byl mj. spoluhráčem slavného španělského brankáře Zamory. Od roku 1938 nastupoval za SK Olomouc ASO, kde působil jako hrající trenér.

## Ligová bilance
| Ročník                    | Zápasy | Góly | Klub      |
| ------------------------- | ------ | ---- | --------- |
| 1. asociační liga 1930/31 | 7      | 0    | SK Náchod |
| 1. asociační liga 1931/32 | 16     | 0    | SK Náchod |
| 1. asociační liga 1932/33 | 3      | 0    | SK Náchod |
| CELKEM 1. liga            | 26     | 0    |           |

## Trenérská kariéra
V roce 1937 byl trenérem francouzského týmu OGC Nice. V létě roku 1938 se stal hrajícím trenérem SK Olomouc ASO, v roce 1940 s tímto tehdy druholigovým týmem vyhrál Český pohár. Později trénoval SK Hulín. 